# Маркос Горріс
Маркос Горріс (ісп. Marcos Górriz; нар. 3 березня 1964) — колишній іспанський тенісист.
Найвищу одиночну позицію світового рейтингу — 88 місце досяг 19 жовтня 1992, парну — 73 місце — 22 липня 1991 року.
Здобув 1 парний титул.
Найвищим досягненням на турнірах Великого шолома було 2 коло в одиночному розряді.

## Фінали турнірів ATP за кар'єру

### Парний розряд: 3 (1–2)
| Результат | W/L | Рік      | Турнір              | Покриття | Партнер         | Суперники                        | Рахунок       |
| --------- | --- | -------- | ------------------- | -------- | --------------- | -------------------------------- | ------------- |
| Поразка   | 0–1 | Сер 1990 | Сан-Марино          | Ґрунт    | Хорді Бурільйо  | Войтех Флегль Даніель Вацек      | 1–6, 6–4, 6–7 |
| Поразка   | 0–2 | Лис 1990 | Ітапарика, Бразилія | Тверде   | Томас Карбонелл | Мауру Менезіс Фернандо Роезе     | 6–7, 5–7      |
| Перемога  | 1–2 | Чер 1991 | Генуя, Італія       | Ґрунт    | Альфонсо Мора   | Массімо Ардінгі Массімо Боскатто | 5–7, 7–5, 6–3 |

## Титули на челленджерах

### Одиночний розряд: (4)
| Ранг | Рік  | Турнір             | Покриття | Суперник        | Рахунок       |
| ---- | ---- | ------------------ | -------- | --------------- | ------------- |
| 1.   | 1990 | Knokke, Бельгія    | Ґрунт    | Йозеф Чігак     | 7–5, 2–6, 6–1 |
| 2.   | 1991 | Фюрт, Німеччина    | Ґрунт    | Дмитро Поляков  | 6–2, 3–0 RET  |
| 3.   | 1991 | Женева, Швейцарія  | Ґрунт    | Діну Пескаріу   | 6–3, 6–2      |
| 4.   | 1996 | Кошиці, Словаччина | Ґрунт    | Домінік Грбатий | 6–4, 6–3      |

### Парний розряд: (6)
| Ранг | Рік  | Турнір                  | Покриття | Партнер            | Суперники                       | Рахунок       |
| ---- | ---- | ----------------------- | -------- | ------------------ | ------------------------------- | ------------- |
| 1.   | 1989 | Vilamoura, Португалія   | Тверде   | Борха Урібе        | Сімоне Коломбо Девід Фелгейт    | 6–1, 3–6, 7–6 |
| 2.   | 1990 | Соортс-Оссегор, Франція | Ґрунт    | Марсело Інгарамо   | Едуардо Бенгоечеа Едуардо Массо | 7–5, 6–2      |
| 3.   | 1991 | Паріолі, Італія         | Ґрунт    | Андрій Ольховський | Мартін Дамм Давід Рікл          | 7–5, 2–6, 6–2 |
| 4.   | 1991 | Фюрт, Німеччина         | Ґрунт    | Мауріс Руа         | Джеймі Морґан Сендон Столл      | 6–2, 6–4      |
| 5.   | 1991 | Тампере, Фінляндія      | Ґрунт    | Томас Карбонелл    | Девід Адамс Андрій Ольховський  | 6–4, 6–2      |
| 6.   | 1994 | Остенде, Бельгія        | Ґрунт    | Лібор Пімек        | Джефф Беллолі Мартін Цумпфт     | 7–6, 2–6, 6–4 |